# Piet van Mullem
Piet van Mullem (Gouda, 29 juni 1937 - 6 april 2021) was een voormalig Nederlands profvoetballer.
Van Mullem speelde als amateur bij De Jodan Boys. Op zijn zestiende debuteerde hij in het eerste elftal. Vervolgens speelde hij bij ONA.
In 1963 stapte hij over naar het betaalde voetbal en ging bij Sparta spelen. Twee jaar later stapte hij over naar Hermes DVS. In 1969 stopte hij met betaald voetbal en ging spelen bij SV Gouda. Hij stopte met voetballen in 1975.

## Carrièrestatistieken
| Seizoen         | Club            | Land            | Competitie       | Competitie | Competitie | Beker | Beker | Internationaal | Internationaal | Overig | Overig | Totaal | Totaal |
| Seizoen         | Club            | Land            | Competitie       | Wed.       | Dlp.       | Wed.  | Dlp.  | Wed.           | Dlp.           | Wed.   | Dlp.   | Wed.   | Dlp.   |
| --------------- | --------------- | --------------- | ---------------- | ---------- | ---------- | ----- | ----- | -------------- | -------------- | ------ | ------ | ------ | ------ |
| 1963/64         | Sparta          | Nederland       | Eredivisie       | 1          | 0          | 0     | 0     | 0              | 0              | 0      | 0      | 1      | 0      |
| 1964/65         | Hermes DVS      | Nederland       | Tweede divisie B | –          | 4          | 1     | 1     | 0              | 0              | 0      | 0      | –      | 5      |
| 1965/66         | Hermes DVS      | Nederland       | Tweede divisie B | –          | 2          | –     | 0     | 0              | 0              | 0      | 0      | –      | 2      |
| 1966/67         | Hermes DVS      | Nederland       | Tweede divisie   | –          | 1          | –     | –     | 0              | 0              | 0      | 0      | –      | 1      |
| 1967/68         | Hermes DVS      | Nederland       | Tweede divisie   | –          | 0          | –     | 0     | 0              | 0              | 0      | 0      | –      | 0      |
| 1968/69         | Hermes DVS      | Nederland       | Tweede divisie   | –          | 0          | –     | 0     | 0              | 0              | 0      | 0      | –      | 0      |
| Carrière totaal | Carrière totaal | Carrière totaal | Carrière totaal  | –          | 7          | –     | 1     | 0              | 0              | 0      | 0      | –      | 8      |

## Trainer
Hij werd trainer bij onder andere Be Fair. Van 1988-1991 keerde hij terug naar De Jodan Boys als trainer.